# 快盗天使ツインエンジェル
『快盗天使ツインエンジェル』（かいとうてんしツインエンジェル）とは、2006年10月2日にトリビーから発売されたパチスロ機（5号機）である。

## 概要
トリビーの5号機第1弾であり、開発にはサミーの支援を受けている。2009年4月に後継機種である『快盗天使ツインエンジェル2』がホールで稼動を開始。2011年10月には続編の『パチスロ快盗天使ツインエンジェル3』が稼動開始。2017年6月には新作の『パチスロツインエンジェルBREAK』が稼働開始している『2』以降はサミーから発売）。
オリジナルキャラクターが活躍するノンタイアップパチスロ機。キャラクターデザインは、アニメ『ARIA』シリーズなどで知られる古賀誠が手がけている。担当声優は、田村ゆかり・能登麻美子など人気声優を起用している。
2007年1月に、新パネルバージョンが発売された（スペックは変更無し）。これに伴い、トリビーのホームページ上でネーミング募集が行われ、今まで導入されていたバージョンは「キュンキュンピンク」、新しく発売されたバージョンは「ラブリーエンジェル」と名づけられた。

## スペック
- HARUKA BONUS（赤7揃い）は、311枚を超える払い出しで終了し、約210枚獲得できる。AOI BONUS（青7揃い）は465枚を超える払い出しで終了し、約310枚獲得できる。REGULAR BONUS（BAR揃い）は12ゲームまたは8回の入賞で終了し、最高で48枚獲得できる。
- 全てのボーナス終了後はチャンスゾーンに突入する。チャンスゾーン中にベルが並べばエンジェルタイムに突入。チャンスゾーン中にリプレイが並べば通常状態に戻る。なお、青7、BAR（一部設定を除く）は、ボーナス後3ゲームだけリプレイ確率が上昇してしまうため、必然的にエンジェルタイム突入率が低下する。
- エンジェルタイム中はリプレイ確率が大幅に上昇し、1ゲーム平均約0.9枚の増加が見込める。エンジェルタイムは、70ゲーム消化するか、ボーナス成立で終了する。エンジェルタイム終了後は、再びチャンスゾーンに突入する。エンジェルタイムが4、5回連チャンすると、ボーナスを引けなくてもビッグ1回分程度の出玉になるため、エンジェルタイム突入率が結果的に勝敗を左右すると言っても過言ではない。
- 千円あたりの平均回転数は約45回～約48回（設定1～設定6）。ベルの出現率に設定差がある。
- 小役重複当選機能を有しており、カバン成立時が最もボーナス成立が期待できる。
- 天井は、チャンスゾーン終了後1000G経過すると、チャンスゾーンに突入する。そこでリプレイを先に引いてしまうと再び通常時に戻ってしまう。

## その他
- エンジェルタイム中（チャンスゾーン中も可）にビッグを引くと、ビッグ中の音楽「ラブリー☆えんじぇる!!」がボーカル入りバージョンになる。
- 同じくサミーが発売したパチスロ「Hard Boiled -グリフォンの幻影-」ではプレミアキャラとしてツインエンジェルが登場している。
- サミーの携帯サイト内にある「サミーカジノタウン」では、ツインエンジェルの15パズル、神経衰弱が公開されている（有料会員用）。ゲームをクリアすると、待ち受け画像をダウンロードできる。
- オンラインゲームサイト『777town.net』にて本機のプレイが可能である。
- ビッグボーナス終了時のエンディングでは、むっくや竜騎士07ら10名のイラストレーターが描いた特製イラストがランダムに表示される。
- 補給コイン切れなどのエラーとなった場合、葵「こういう時は店員さんにお任せしましょう」、遥と葵「店員さ～ん」という声がエラー解除まで延々と流れる。